# Hr.Ms. A (1930)
Hr.Ms. A was een Nederlandse mijnenveger van de naar dit schip genoemde A-klasse. Het schip werd gebouwd door de Rijkswerf Willemsoord in Den Helder en was de eerste Nederlandse mijnenveger die daadwerkelijk als mijnenveger werd gebouwd. Alle mijnenvegers die voor de A in dienst waren bij de Nederlandse marine waren tot mijnenvegers omgebouwde sleepboten.

## De A voor Tweede Wereldoorlog
Op 6 augustus 1930 vertrok de A samen met de andere schepen van de A-klasse B, C en D richting Nederlands-Indië. Gedurende de reis werden schepen gesleept door de sleepboten Friesland en Vlaanderen. Het konvooi arriveerde op 20 oktober 1930 in de haven van Soerabaja.

## De A tijdens Tweede Wereldoorlog
Tijdens de Tweede Wereldoorlog diende de A in Nederlands-Indië. Daar werd het schip door een Japanse luchtaanval op 28 februari 1942 beschadigd. Op 1 maart 1942 werd de A in de haven van Soerabaja door de eigen bemanning onklaar gemaakt en tot zinken gebracht.
Na de verovering van Soerabaja werd de A door de Japanse strijdkrachten gelicht. De Japanse marine repareerde het schip en nam het op 17 januari 1943 in dienst als hulponderzeebootjager Cha 113 (Japans: 第113号駆潜特務艇). De bewapening van het schip werd uitgebreid van 2 x 12 mm mitrailleurs naar 1 x 47 mm, 3 x 25 mm 1 x 13 mm mitrailleurs en 8 dieptebommen.2 Het schip werd uiteindelijk op 23 juni 1945 in de buurt van de Talembau-eilanden door de Amerikaanse onderzeeboot Hardhead getorpedeerd.